# Danuta Gwizdalanka

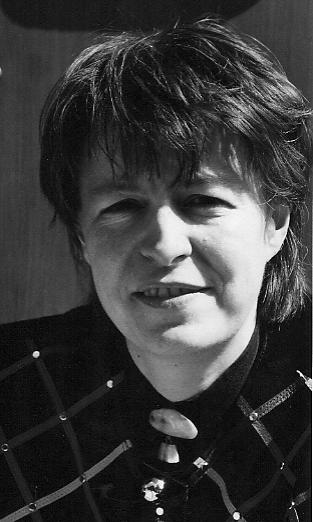
Danuta Gwizdalanka, 2000

Danuta Gwizdalanka (* 1955 in Posen) ist eine polnische Musikwissenschaftlerin, Autorin und Mitglied des Verbands polnischer Komponisten.

## Leben
An der Adam-Mickiewicz-Universität in Poznań hat Danuta Gwizdalanka Musikwissenschaft und Anglistik studiert. Sie promovierte und verteidigte im Jahr 1990 ihre Doktorarbeit zum Thema „Aspekte des Klangs in den Streichquartetten Beethovens“.
Von 1981 bis 1991 arbeitete sie am Teatr Wielki in Poznań, sowie an der Feliks Nowowiejski Musikakademie in Bydgoszcz. Im Jahr 1995 hielt sie ein Seminar zum Thema „Polnische Musik nach 1945“ an der Michigan Universität in den USA.
In den 1980er Jahren begann sie sich mit dem Thema der Ökologie der Musik zu beschäftigen, unter anderem mit der Übersetzung eines Fragments von R. Murray Schafers Buch „Tuning of the World“, außerdem schrieb sie eine Reihe von Artikeln in der polnischen Musikzeitschrift „Ruch Muzyczny“. Mit der Veröffentlichung  ihres Werkes Muzyka i płeć (Musik und Geschlecht, Krakau 2001) führte sie ein bis dahin fehlendes Genderkonzept in die polnische Musikliteratur ein.
Gwizdalanka ist Autorin von Biographien der Komponisten Witold Lutosławski, Karol Szymanowski und Mieczysław Weinberg sowie der Pianistin und Komponistin Maria Szymanowska. Außerdem verfasste sie Werke zu den gesellschaftlichen Aspekten der Musikkultur, bspw. Muzyka i polityka (Musik und Politik, Krakau 1999) und auch einen Kammermusikführer. Auf der Internetplattform MUGI – Musik und Gender im Internet veröffentlichte sie vier Beiträge.
Sie ist mit dem Komponisten Krzysztof Meyer verheiratet.

## Publikationen (Auswahl)
- mit Krzysztof Meyer: Witold Lutosławski: Wege zur Meisterschaft. Übersetzt von Christina Marie Hauptmeier. Pfau, Saarbrücken 2014, ISBN 978-3-89727-518-8.
- Der Verführer. Karol Szymanowski und seine Musik. Übersetzt von Peter Oliver Loew. Harrassowitz, Wiesbaden 2017, ISBN 978-3-447-10888-1.
- One Hundred Years of Polish Music History. PWM, Kraków 2018, ISBN 978-83-224-5019-2.
- Der Passagier. Der Komponist Mieczysław Weinberg im Mahlstrom des zwanzigsten Jahrhunderts. Übersetzt von Bernd Karwen. Harrassowitz, Wiesbaden 2020, ISBN 978-3-447-11409-7.
- Der „weibliche Vulcan“. Die Pianistin und Komponistin Maria Szymanowska. Übersetzt von Peter Oliver Loew. Harrassowitz, Wiesbaden 2023, ISBN 978-3-447-11913-9.